# Cylindrophis engkariensis
Cylindrophis engkariensis is een slang uit de familie cilinderslangen (Cylindrophiidae). De soort is endemisch in Maleisië.
Cylindrophis aruensis · Cylindrophis boulengeri · Cylindrophis burmanus · Cylindrophis engkariensis · Cylindrophis isolepis · Cylindrophis jodiae · Cylindrophis lineatus · Cylindrophis maculatus · Cylindrophis melanotus · Cylindrophis opisthorhodus · Cylindrophis osheai · Cilinderslang (C. ruffus) · Cylindrophis subocularis · Cylindrophis yamdena